# Pterocallis alnifoliae
Pterocallis alnifoliae är en insektsart som först beskrevs av Fitch 1851.  Pterocallis alnifoliae ingår i släktet Pterocallis och familjen långrörsbladlöss. Inga underarter finns listade i Catalogue of Life.